# Carieră de piatră

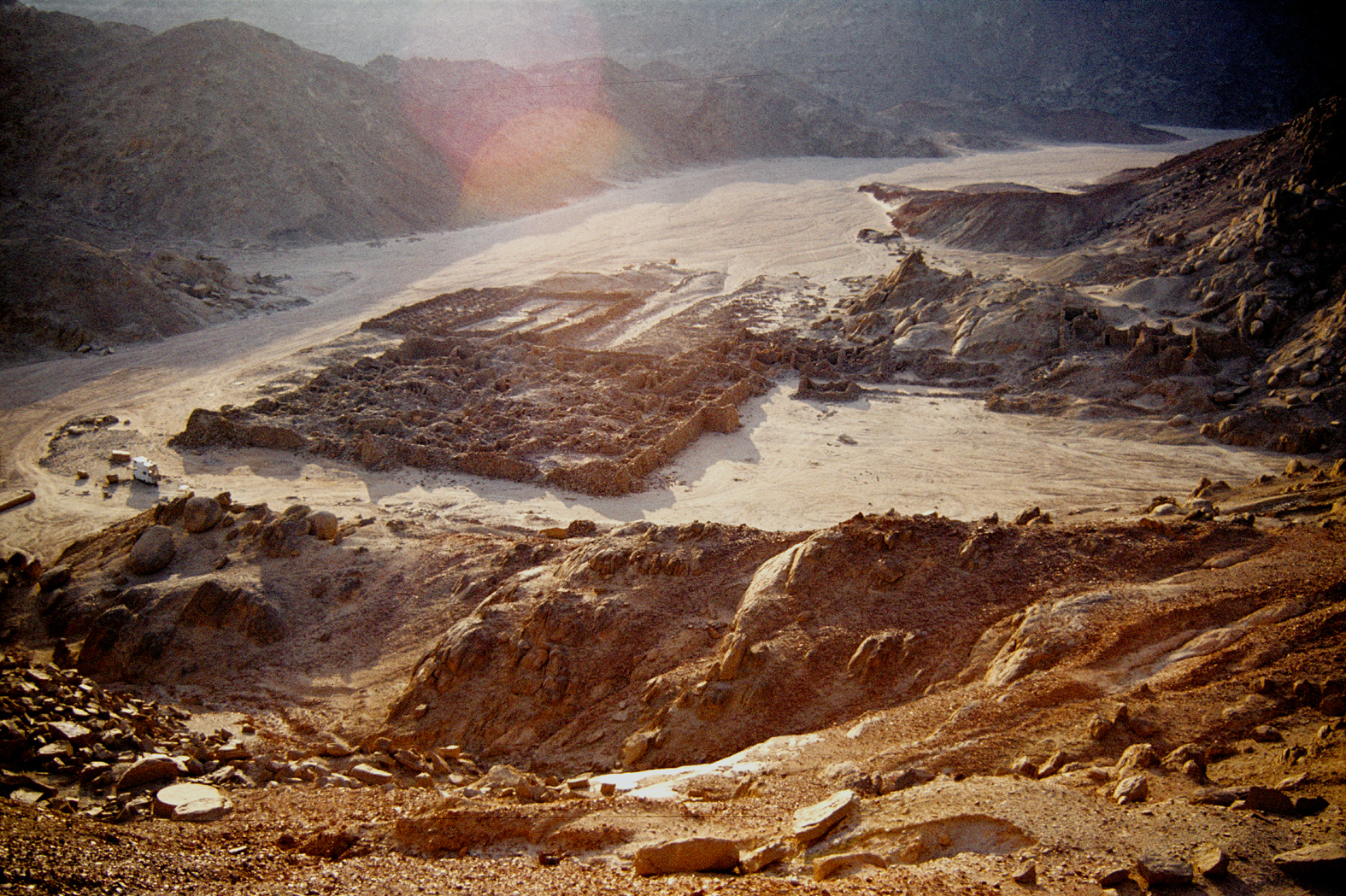
Carieră antică, Mons Claudianus, Egipt

Cariera de piatră este o exploatare la zi, cu scopul obținerii materialului necesar pentru construcții sau anumitor minerale utile care se găsesc aproape de suprafață. Există unele cariere care se continuă cu galerii săpate în versantul muntelui ca de exemplu cariera de marmură din Carrara, Italia.

## Definirea termenului
Deosebirea dintre o carieră și o balastieră constă în faptul că o balastieră nu extrage roca masivă ci rocile sedimentare necimentate ca pietrișul și nisipul. Există și alte exploatări la zi unde se extrage cărbunele, sarea, minereuri sau pietre prețioase, denumirea de carieră de piatră se referă numai la exploatarea rocilor masive, care este numită piatră în vorbirea curentă.

## Istoric
Cariere de piatră au existat deja în timpul Egiptului antic, unde s-a obținut materialul necesar construirii piramidelor. Romanii au obținut la fel din carieră piatra necesară pavării străzilor, exemple de cariere din Germania se pot întâlni în regiunea Odenwald, Kriemhildenstuhl în Pfalz. Cariere antice se pot vedea și la Mons Claudianus și Mons Porphyrites în Egipt.

## Galerie de imagini

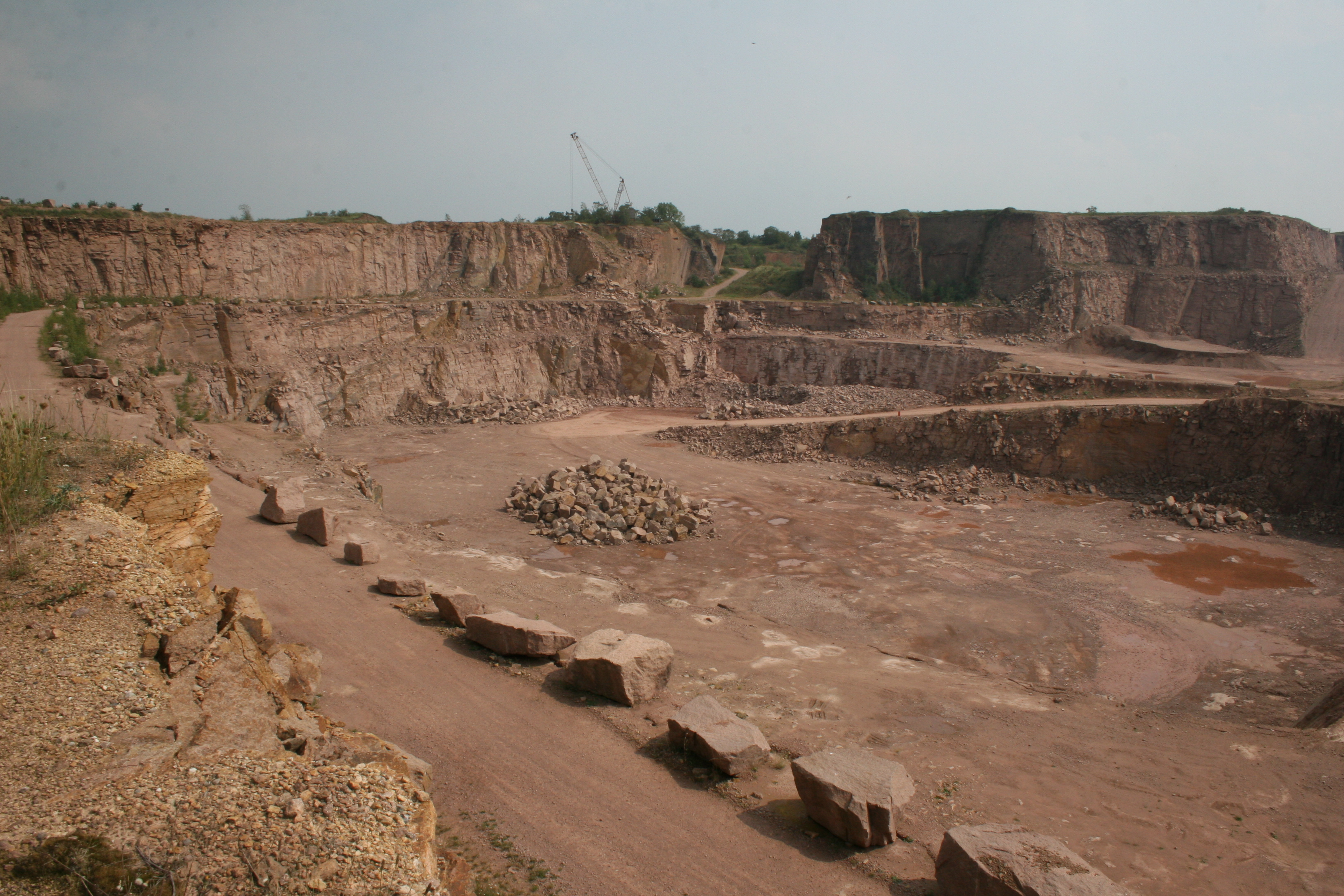
Carieră de riolit în Löbejün
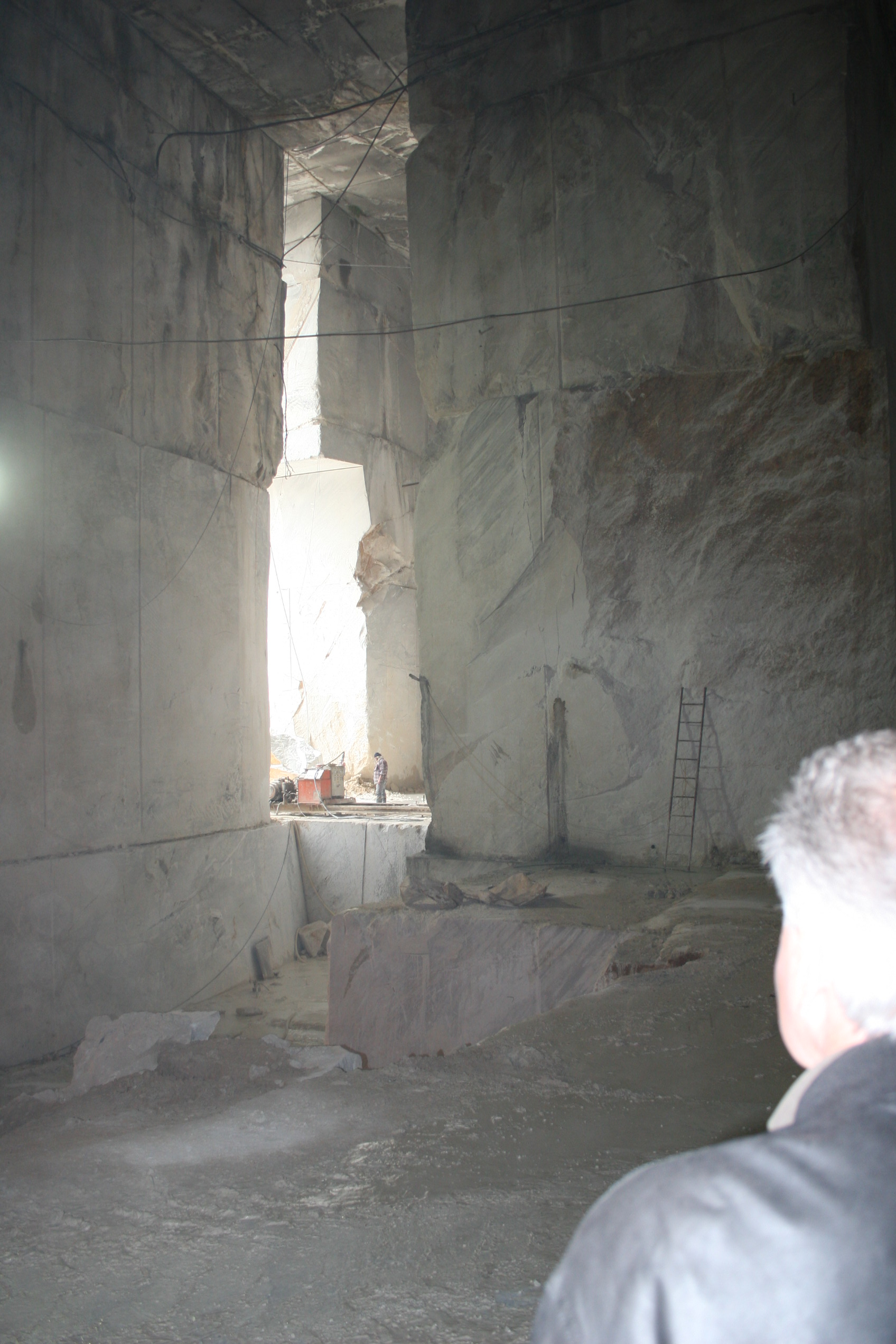
Carieră subterană în Carrara
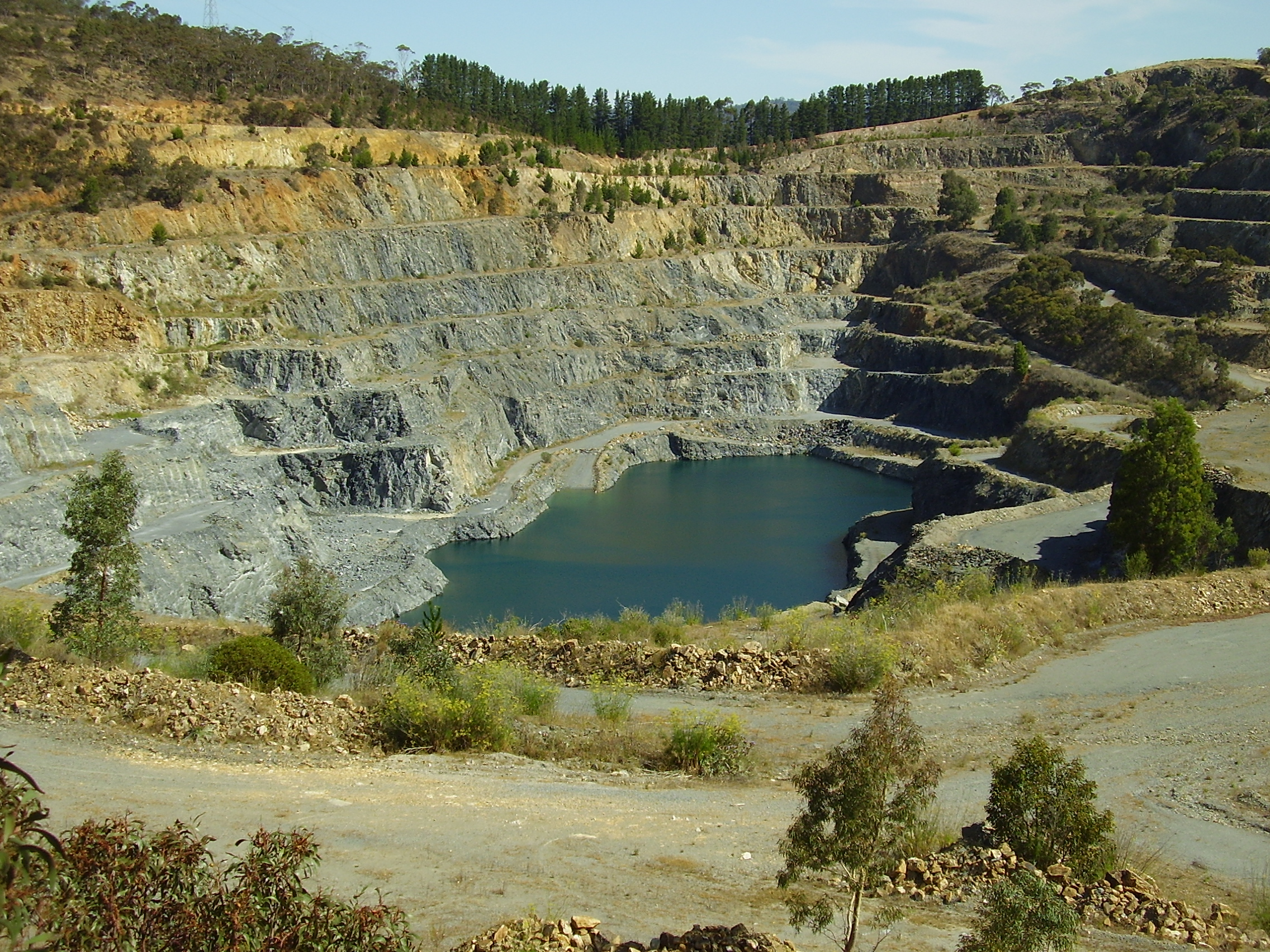
Fostă carieră în Adelaide, Australia
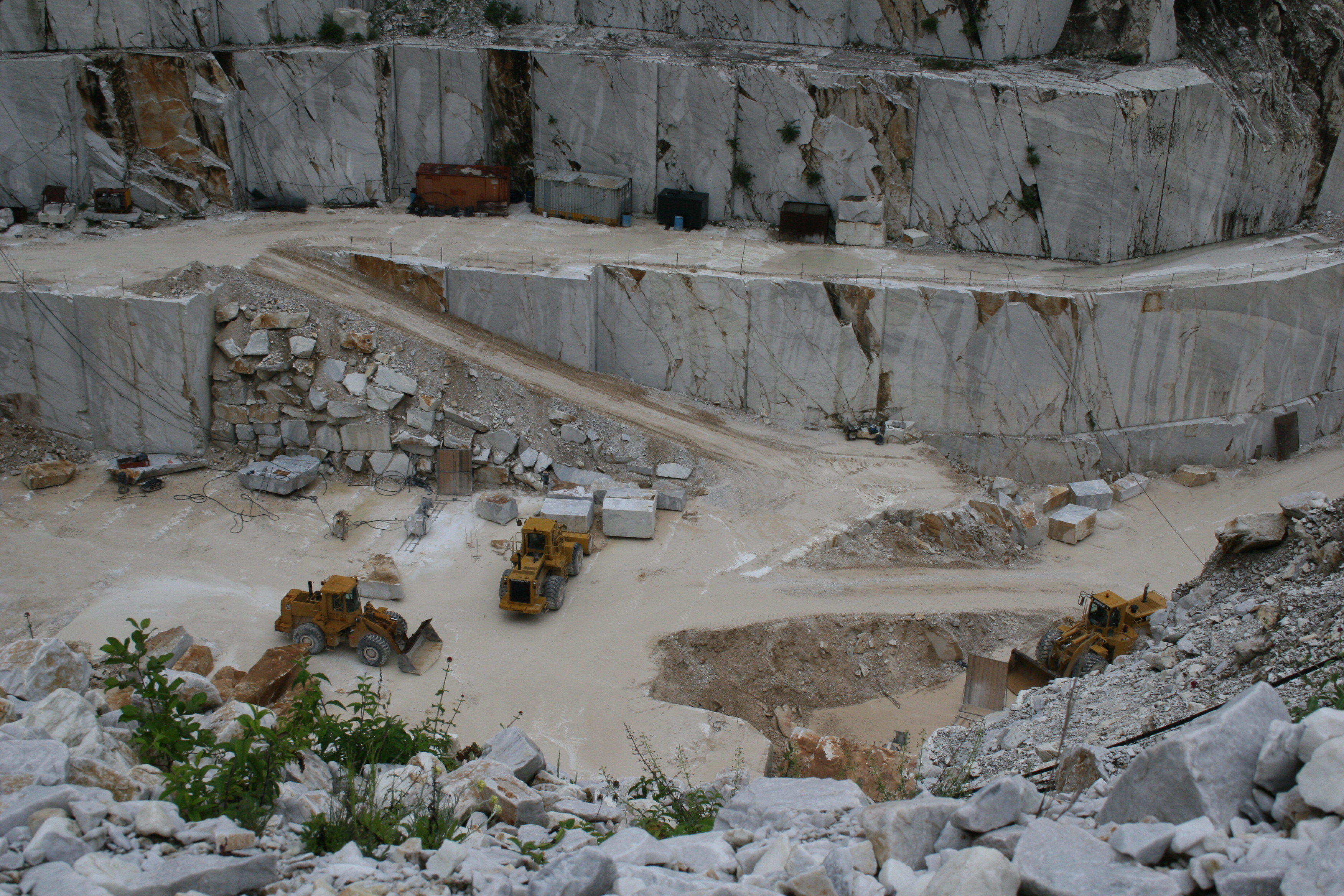
Carieră de marmură în Carrara
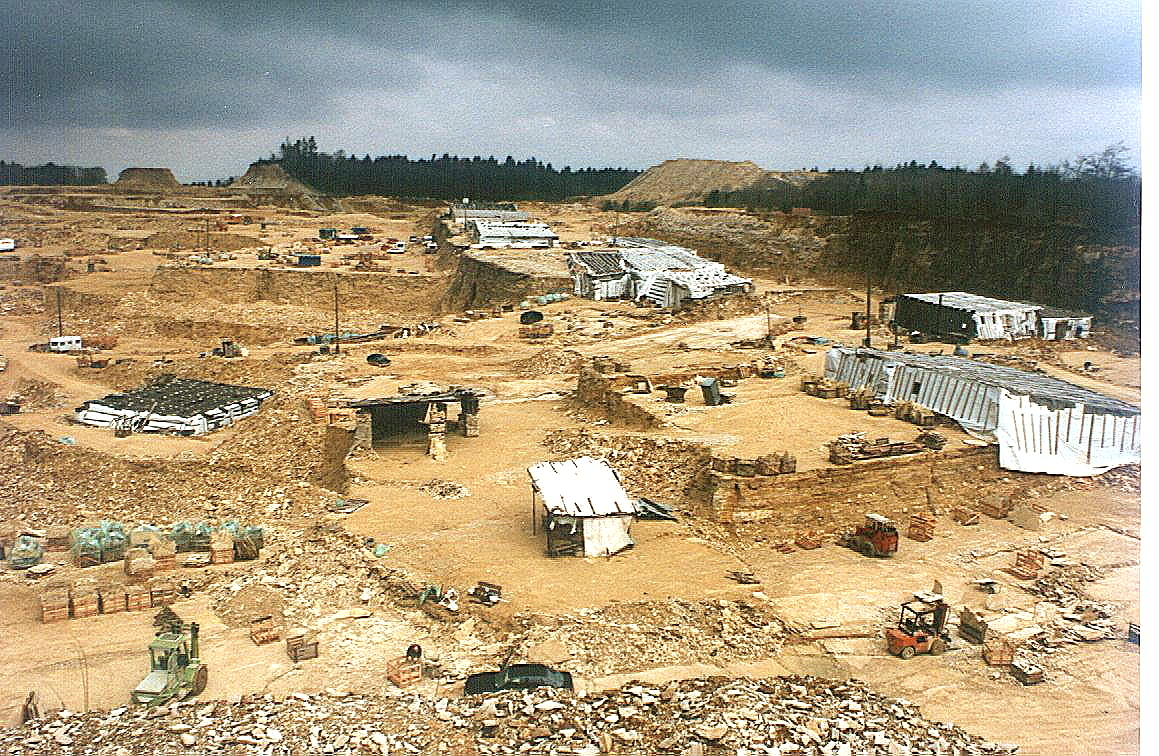
Carieră la Solnhofen
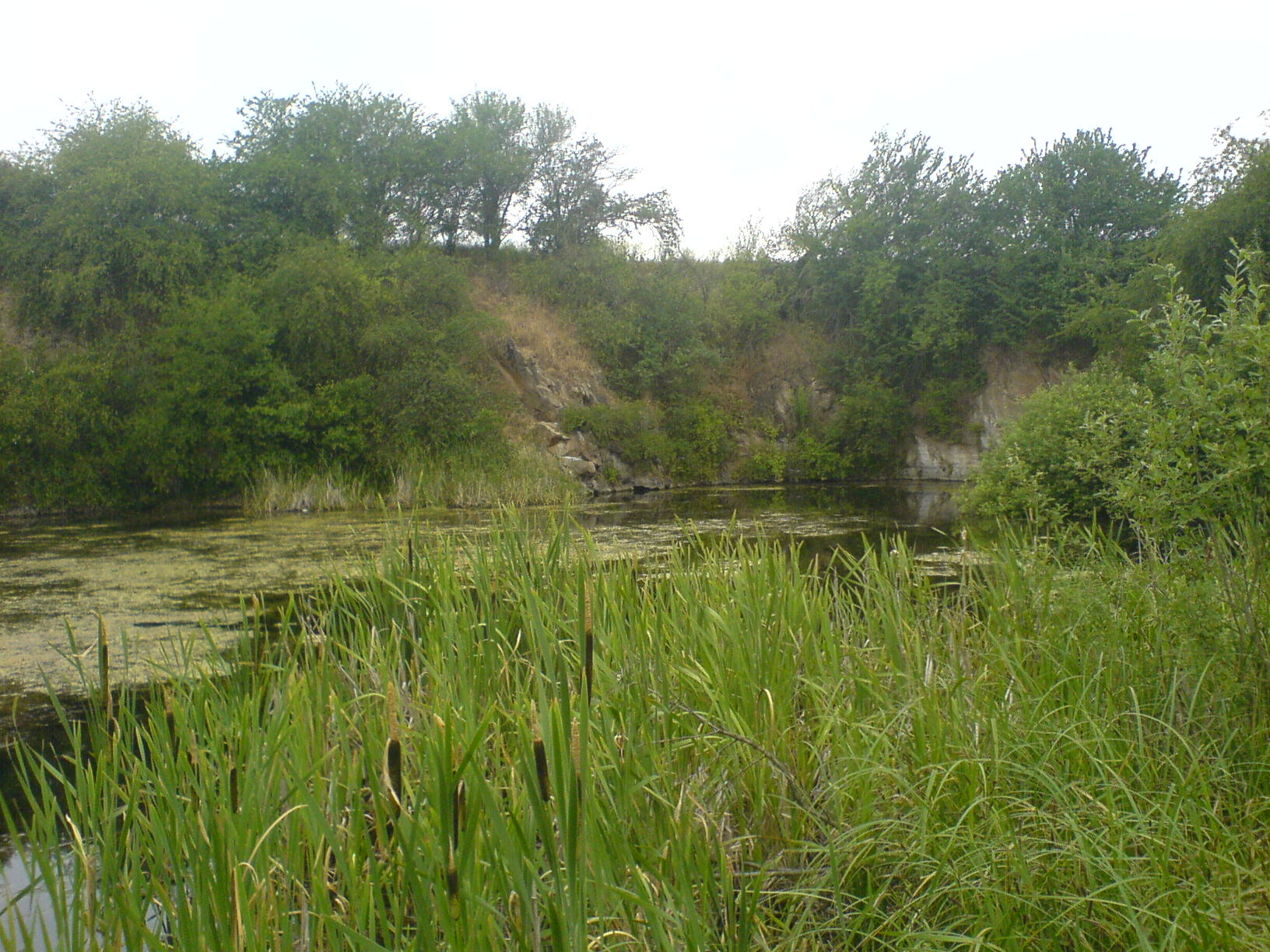
Carieră veche la Niemberg